# Litophyton lighti
Litophyton lighti is een zachte koraalsoort uit de familie Alcyoniidae. De koraalsoort komt uit het geslacht Litophyton. Litophyton lighti werd in 1933 voor het eerst wetenschappelijk beschreven door Roxas. 